# Levy Mwanawasa
Levy Patrick Mwanawasa (3. september 1948 i Mufulira, Nordrhodesia – 19. august 2008 i Clamart, Frankrig) var Zambias tredje præsident. Han var præsident fra 2002 til sin død.
Mwanawasa blev i Mufulira som nummer to ud af ti børn. Han havde en akademisk grad i jura fra University of Zambia. Han arbejdede i private juridiske firmaer fra 1974 til 1978, hvor han etablerede sit eget firma, Mwanawasa & Company. I 1985 tjente Mwanawasa som juridisk medlem af regeringen i Zambia, men gik tilbage til at praktisere privat det følgende år. Han blev udnævnt til vicepræsident af Zambia i december 1991 af den nyligt valgte præsident Frederick Chiluba – og forlod efterfølgende sit firma i marts 1992.
Den 8. december 1991 var Mwanawasa involveret i en voldsom trafikulykke, hvor hans assistent døde på stedet. Mwanawasa selv blev hårdt kvæstet fløjet til Johannesburg i Sydafrika for at blive behandlet. Han forblev indlagt i 3 måneder. En permanent følge af ulykken er hans betydeligt tilslørede tale.
Mwanawasa tjente som vicepræsident, indtil han trak sig tilbage i 1994, hvor han anførte groft embedsmisbrug, korruption blandt nogle ledere samt opsætsighed fra kollegaer som grunden. I 1996 stillede han op mod Chiluba i kampen om formandskabet for sit parti, Movement for Multiparty Democracy (MMD), men tabte. Herefter trak han sig igen tilbage fra aktiv politik.
I august 2000 valgte MMD's eksekutivkomité Mwanawasa som deres kandidat til præsidentvalget i 2001. Han vandt valget, hvor han slog ti andre kandidater, bl.a. to andre tidligere vicepræsidenter (Godfrey Miyanda og general Christon Tembo), og han blev taget i ed den 2. januar 2002. Valgresultatet var dog omstridt af de største oppositionspartier, deriblandt United Party For National Development, som mange obervatører mente faktisk havde vundet valget. En juridisk begæring om at ugyldiggøre valgresultatet med de mange uregelmæssigheder som årsag blev droppet under kontroversielle omstændigheder. I januar 2005 undskyldte Mwanawasa til nationen for sin manglende evne til at løse Zambias fattigdomsproblem. Omkring 75% af landets befolkning lever for under 1 amerikansk dollar om dagen – FN's indikator for absolut fattigdom.
Mwanawasa var gift med Maureen. Parret fik fire børn: Chipokota, Matolo, Lubona og Ntembe. Han havde også to andre børn (Miriam og Patrick) fra sit første ægteskab. Hans kone var tidligere døbt medlem af Jehovas Vidner.
| Foregående: Frederick Chiluba | Zambias præsidenter 2. januar 2002 – 19. august 2008 | Efterfølgende: Rupiah Banda (fungerende) |